# Combat Rock
Combat Rock är punkgruppen The Clashs femte album, utgivet 1982. Det är det sista albumet av bandet med den klassiska uppsättningen, innan Mick Jones lämnade och Topper Headon blev sparkad. 
Albumet nådde andraplatsen på albumlistan i Storbritannien och sjundeplatsen i USA. Det innehåller två av deras mest kända låtar, "Rock the Casbah" och "Should I Stay or Should I Go".

## Låtlista
Alla låtar skrivna av The Clash om inget annat nämns.
Sida ett
1. "Know Your Rights" (Mick Jones, Joe Strummer) - 3:41
2. "Car Jamming" - 4:00
3. "Should I Stay or Should I Go" - 3:09
4. "Rock the Casbah" - 3:43
5. "Red Angel Dragnet" - 3:45
6. "Straight to Hell" - 5:32

Sida två
1. "Overpowered by Funk" - 4:52
2. "Atom Tan" - 2:30
3. "Sean Flynn" - 4:31
4. "Ghetto Defendant" - 4:44
5. "Inoculated City" - 2:41
6. "Death Is a Star" - 3:13

## Listplaceringar
| Lista (1982-1983) | Position               |
| ----------------- | ---------------------- |
| Australien        | 32 (Kent Music Report) |
| Finland           | 27                     |
| Kanada            | 12 (RPM)               |
| Nederländerna     | 29                     |
| Norge             | 7 (VG-lista)           |
| Nya Zeeland       | 5                      |
| Storbritannien    | 2 (UK Albums Chart)    |
| Sverige           | 9 (Topplistan)         |
| USA               | 7 (Billboard 200)      |